# SiN
SiN — компьютерная игра, разработанная Ritual Entertainment и изданная Activision 9 ноября 1998 года. SiN — это трехмерный боевик от первого лица, сделанный на базе модифицированного движка Quake II. 26 февраля 1999 года группа разработчиков 2015 выпустила дополнение — SiN: Wages of Sin. 5 апреля 2006 года игра выпущена Valve на платформе Steam как отдельный продукт, связанный с его продолжением SiN Episodes.

## Предыстория
Согласно сюжету игры, десять лет назад, в 2027 году, город Фрипорт был на грани краха. Малоэффективные и недоукомплектованные силы полиции проигрывали в долгой и трудной борьбе с преступностью. Город нуждался в помощи, но правительство не могло справиться с поддержанием порядка на улицах. Поэтому был предложен законопроект, дающий право частным корпорациям сформировать собственную полицию — силы безопасности, которые, в свою очередь, должны предоставить защиту компаниям и гражданам города. Данный закон был принят, что помогло в установлении порядка и поддержании законности.
Разрозненные отделы полиции реорганизовались в единую и мощную структуру, названную HardCorps, ставшую основной в расследовании и предупреждении преступлений. Хаос отступил, поскольку силы безопасности постепенно восстанавливают закон и порядок в городе.
Одной из таких компаний, имеющей собственные вооружённые силы, является SinTEK — большая транснациональная биотехнологическая корпорация, принадлежащая красивой и харизматичной Элексис Синклер, основанная в 2005 году доктором Треллом Синклером, отцом Элексис. После таинственного исчезновения её отца Элексис возглавила корпорацию.

## Сюжет игры
В 2037 году, спустя десять лет, полковник Джон Р. Блейд (John R. Blade), глава HardCorps и главный герой игры, пытается разыскать источник препарата U4, появившегося на улицах города не так давно. Его действие ещё полностью не изучено, и в последнее время с теми, кто принимает новый наркотик, происходили странные вещи. Блейд решает во что бы то ни стало узнать, кто или что стоит за творящимися в городе необъяснимыми явлениями, и положить им конец.
В начале игры Блейд пытается помешать ограблению банка и освободить заложников. В ходе операции выясняется, что преступлением руководит бывший мелкий наркоторговец Тони Манчини по прозвищу Червь.
При выполнении заданий Блейду по радиосвязи помогает его напарник JC (Джей Си), работающий в HardCorps. JC — квалифицированный хакер, способный проникнуть даже в самые защищённые компьютерные сети. Блэйд узнал о JC, расследуя действия хакера, взломавшего корпоративную сеть HardCorps. После поимки JC Блейд понял, что его талант может быть полезен, и решил сделать JC своим сотрудником, предложив взамен ареста и тюремного заключения работу в HardCorps. Таким образом, JC стал одним из самых ценных кадров компании.
В процессе погони за преступниками возникают вопросы: кто организатор ограбления банка? И связано ли это с сообщениями о появлении в городе мутантов? Эта сложная загадка в конечном итоге приводит к таинственной Элексис Синклер, которая, будучи гениальным биохимиком, пытается изменить ход человеческой эволюции, не останавливаясь ни перед чем, чтобы добиться своего.

## Режим мультиплеера
- Поддержка игры по LAN и Интернет.
- В полной версии доступно 15 уровней Deathmatch (spry, paradox, hotair, gluttony, envy, sincity, sindm6, sindm9, oilrigdm, biodm, eisenblatt, whatever, pride, skeen, railroad), 8 уровней CTF (ctf_spry, ctf_kungfu, ctf_hip, ctf_brafish, ctf_para, ctf_zor, ctf_fetus, ctf_dig).
- Возможность выбора модели игрока: Блейд, JC или Элексис в Deathmatch.

## Отзывы критиков о игре
| Сводный рейтинг       | Сводный рейтинг |
| Агрегатор             | Оценка          |
| --------------------- | --------------- |
| GameRankings          | 72,00 %         |
| Русскоязычные издания |                 |
| Издание               | Оценка          |
| «Игромания»           | 9,1/10          |

Отзывы критиков о SiN были неоднозначны. В то время как PC Zone дала игре 91 % и оценку «classic», хваля её за оригинальный дизайн уровней и сюжет, большинство других публикаций не содержали восторженных отзывов. Чаще всего отмечались долгое время загрузки между уровнями (до минуты), смертью или быстрой загрузкой (quickload), причём даже на самом мощном в то время PC 500 МГц со 128 Мб RAM. Это, естественно, вызывало большое недовольство у многих игроков и портило впечатление от игры. Позже был выпущен патч, исправляющий проблемы, но терялась совместимость с сохранениями старых версий, вынуждая игроков начинать игру с самого начала или использовать чит-коды, чтобы вернуться к предыдущему месту. Также игра изобиловала большим количеством ошибок и багов: проблемы со звуком, схватка с финальным боссом в конце первой главы, который стоял неподвижно, переход с одного из уровней сразу в конец игры и другие сбои. Хотя эти недостатки были исправлены с выходом патча, общее впечатление от игры оказалось испорчено, что особенно отмечалось большинством игровой прессы. К тому же размер патча был очень большим. В то время исправления выпускались объёмом около 5 Мб, тогда как для SiN он составлял 31,23 Мб.
Вероятным объяснением преждевременного выпуска игры в тираж является попытка успеть к рождественским каникулам 1998 года и опередить выход на рынок похожей игры Half-Life. Эти промахи на фоне ожидаемых продаж Half-Life привели к тому, что SiN не достиг такого большого успеха, как надеялись разработчики, поэтому количество проданных копий держалось на среднем уровне.

## Другие источники о вселенной SiN
В 1999 году студией-разработчиком 2015, Inc был выпущен пакет миссий для игры — дополнение под названием SiN: Wages of Sin. Игрок снова оказывается в роли Джона Блейда, у которого теперь новая задача, — борьба против печально известного во Фрипорте босса мафии Джанни Манеро.
В 2000 году ADV Films выпустили свой первый мультипликационный фильм — аниме «Sin: Создатели Монстров». Хотя его сюжет и основан на игре (схожие персонажи и эпизоды сценария), но есть и существенные отличия. Например, один из главных героев игры — хакер JC (Джей Си) — был убит в самом начале фильма.
В 2003 году Ritual Entertainment сделали демо-версию игры SiN II Demo, чтобы показать её потенциальным издателям, но на фоне борьбы США с наркокартелями сюжет игры с наркотиком U4 не встретил поддержки.
В 2005 году была начата базируемая на вселенной SiN разработка, обозначенная как подготовка к выходу SiN Episodes. На веб-сайте были опубликованы различные задачи, и их решение должно было произойти в новых частях игры. Однако поддержка этой части виртуального маркетинга Ritual Entertainment длилась недолго, но это было необходимо, так как многие задачи все ещё оставались нерешёнными.
Продолжение SiN Episodes было начато Ritual для выпуска эпизодов на платформе Steam через корпорацию Valve. 10 мая 2006 года был выпущен единственный эпизод, названный «Emergence» («Появление»).
SiN был также повторно выпущен на платформе Steam 5 апреля 2006 года в пакете под названием SiN Episodes: Emergence. Эта версия SiN под номером 1.12 включает исправления проблем с воспроизведением звука и видео, а также интеграцию с браузером серверов Steam для мультиплеера. Некоторые текстуры в этой версии были переделаны, очевидно из-за проблем с авторскими правами, многие оригинальные модели были заменены на аналогичные из SiN Episodes. Кроме того, все эротические изображения и ссылки на наркотик в игре были подвергнуты цензуре.